# Marco Antônio Juliano
Marco Antônio Juliano (em latim: Marcus Antonius Julianus) foi um político e militar romano nomeado procurador da Judeia entre 66 e 70, durante a Grande Revolta Judaica

## Carreira
Juliano assumiu o comando da Judeia no lugar de Géssio Floro, cujos atos durante seu mandato só pioraram a situação na província e praticamente provocaram a revolta, especialmente depois que ele requisitou fundos do tesouro do Templo de Jerusalém e utilizou o Palácio de Herodes para uso dos romanos.
É possível que Juliano fosse parecente de Marco Antônio Félix, o procurador da Judeia entre 52 e 58, mas isto não o ajudou a sufocar a revolta, que se transformou numa guerra. Contudo, segundo Flávio Josefo, o poder real na província era exercido pelo general Vespasiano e, a partir de 70 a.C., pelo filho dele, Tito.